# Scarlet Days
Scarlet Days is een Amerikaanse western uit 1919 onder regie van D.W. Griffith.

## Verhaal
De bandiet Alvarez wordt in Californië gezocht voor overvallen op mijnen. John Randolph uit Virginia is op zoek naar goud in de streek. Ze worden vrienden, wanneer een plaatselijke schoonheid wordt beroofd van haar goud, dat ze had gespaard om de school van haar dochter in Boston te kunnen betalen.

## Rolverdeling
| Acteur              | Personage           |
| ------------------- | ------------------- |
| Richard Barthelmess | Don Maria Alvarez   |
| Eugenie Besserer    | Nell Winters        |
| Carol Dempster      | Lady Fair           |
| Clarine Seymour     | Chiquita            |
| Ralph Seymour       | John Randolph       |
| George Fawcett      | Sheriff             |
| Walter Long         | King Bagley         |
| Kate Bruce          | Tante               |
| Rhea Haines         | Spasm Sal           |
| Adolph Lestina      | Vriend van Randolph |
| Herbert Sutch       | Sheriff             |
| J. Wesley Warner    | Man van Alvarez     |